# غوازة
غوازة هي صحيفة شركسية تصدر في تركيا منذ عام 1911. وتستخدم اللغة التركية وكذلك الشركسية.  وحتي الآن يتم نشرها على الإنترنت. تتضمن الصحيفة في الغالب مقالات سياسية وتاريخية. وقد تم نشرها في البداية من قبل الاتحاد الشركسي وجمعية المساعدة المتبادلة.